# Caño Badillo
El Caño Badillo es una fuente pública de la ciudad de León (España) colocada extramuros junto a una puerta de la cerca medieval que tomó el nombre de dicha fuente. No es una fuente monumental ni artística sino una fuente de utilidad. Se abastecía de un manantial cercano. La pileta donde se recoge el agua sirvió durante años como abrevadero para los animales que no podían entrar en la ciudad. A lo largo de su historia tuvo algunos problemas de abastecimiento y mantenimiento arquitectónico y para subsanarlo se contrató en 1781 al fontanero Gaspar Pérez que ya había intervenido en otras fuentes.

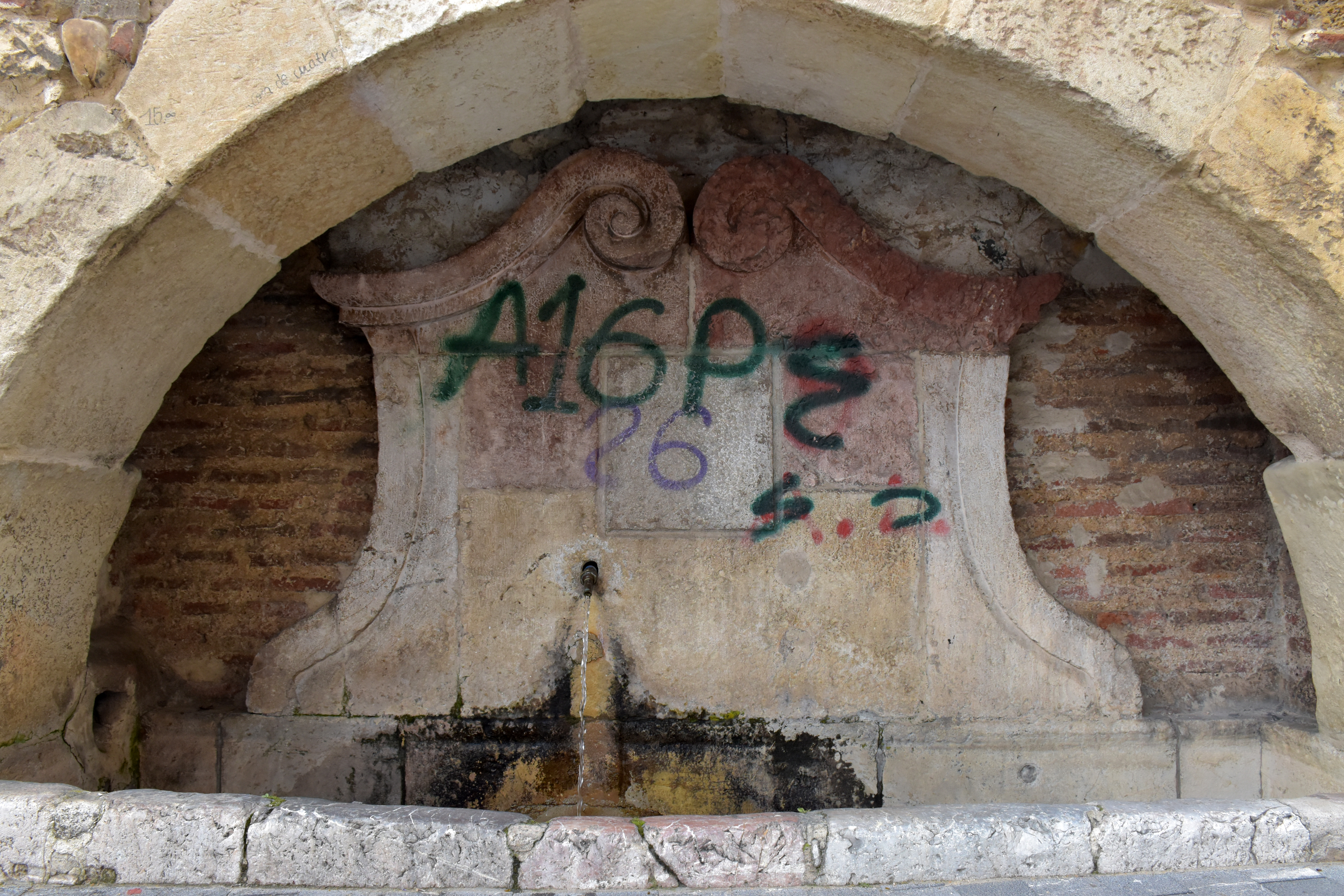

## Historia y descripción
Fue construida extramuros, al este de León, frente al campo. Se desconoce la fecha de su construcción pero este tipo de fuente o caño fue muy común durante la Edad Media en casi todas las ciudades españolas, fuentes llamadas parietales por estar apoyadas en una pared y que solían estar cercanas a las puertas de entrada a la ciudad. En este caso la fuente está empotrada o apoyada en el muro de la cerca medieval y está próxima a la puerta de entrada a León conocida como puerta del Caño Badillo que daba acceso a una calleja que llegaba a la plaza Mayor. El hueco se abre con un arco de medio punto que no llega a los tres metros de luz y dos de flecha y está formado por dovelas irregulares. Desde su origen le llegaba el agua de un manantial cercano; en el siglo de la Ilustración, en 1722, el encargado de suministrar el agua era el fontanero Alonso Sánchez. Años más tarde, en 1781 se quedó sin agua hasta que la Junta de Aguas contrató al fontanero Gaspar Pérez para su puesta a punto, aprovechando las obras para cambiar y mejorar su fisonomía. Nunca llegó a la categoría de monumento pero se mejoró mucho haciendo pequeños cambios en la decoración y arquitectura. Se reparó con losas de piedra griotte y en su frontón se esculpieron dos volutas. El hecho de recurrir a la piedra griotte demuestra que la intervención en los arreglos fue a mediados del siglo XVIII que es cuando se empezó a utilizar dicha piedra en el resto de las fuentes de León.
La fuente presenta un caño (aunque en su origen contó con dos) y una pileta que recoge las aguas y que sirvió de abrevadero para los animales que tenían prohibido su deambular por dentro de la ciudad. Estas fuentes extramuros estaban situadas la mayoría de las veces en los caminos por donde pasaba el ganado.
El caño Badillo tiene una importancia histórica sin pretensiones de monumentalidad. En sus orígenes fue una fuente muy necesaria pero a través de los tiempos y dado que carece de categoría artística se ha ido abandonando y olvidando, contribuyendo a su deterioro todo tipo de actos vandálicos.